# Catacercus fuegianus
Catacercus fuegianus är en spindelart som först beskrevs av Albert Tullgren 1901.  Catacercus fuegianus ingår i släktet Catacercus och familjen täckvävarspindlar. Inga underarter finns listade i Catalogue of Life.